# Virtual Institute of Nano Films
Virtual Institute of Nano Films ou VINF est une Association Internationale Sans But Lucratif (AISBL) enregistrée en Belgique le 22 mars 2007. Son objectif est de rassembler les recherches européennes dans le domaine de la couche mince. Cet Institut réunit des experts européens qui travaillent sur les nanofilms (dépôt, caractérisation, industrialisation, etc).

## Histoire
Durant le 6e Programme-cadre pour la recherche et le développement technologique, la Communauté Européenne a fondé EXCELL network of Excellence (NoE), un réseau d'excellence. L'initiative de créer ce NoE sur les nanofilms provient du constat que la recherche européenne, dans ce domaine, est très fragmentée. Cette dispersion des connaissances est un frein au développement de technologies performantes et de nouveaux produits. Elle est également à l'origine d'un surcoût important. Pour contrebalancer ce problème, la Commission Européenne a décidé, en 2005, de fonder ce réseau d'excellence (projet 5157032). Un des objectifs principaux de ce réseau était de créer une organisation indépendante qui assurerait l'intégration des recherches et du développement européen sur les couches minces. VINF a été créée à cette fin. Les Statuts ont été signés par les membres fondateurs le 22 mars, 2007 et la publication officielle au Moniteur Belge a été faite le 25 octobre, 2007.

## Missions
La mission principale de VINF est de permettre aux institutions scientifiques européennes et aux industries de se maintenir à la pointe du développement technologique des nanofilms et de rester compétitives. VINF vise aussi à combler le fossé entre la recherche académique et l'industrie.

## Activités
Pour remplir sa mission, VINF a développé une série d'activités propres.

### Les contrats de coopération
VINF et ses membres entreprennent des recherches conjointes dans le champ des nanofilms. Pour maintenir VINF au premier rang du développement des couches minces, l'Institut soutient des programmes de recherches. VINF encourage ses membres à collaborer le plus efficacement possible entre eux. VINF aide également ses partenaires à proposer des projets de recherches qui sont en liens directs avec les besoins des industries.
C'est dans ce cadre que l'institut participe au projet Nanoindent, projet visant à rassembler, cataloguer, améliorer et présenter les activités européennes en matière d'équipements, de techniques et de méthodes de caractérisation pour les tests nanomécaniques.

### L'observatoire
Les experts de VINF produisent des études techniques, des guides de recherche et des documents utiles à l'étude des nanofilms.

### Les conférences et ateliers
VINF organise des séminaires de recherche avancée, ainsi que les « VINF initiative », des ateliers ayant lieu dans différents pays d'Europe en vue de rassembler les acteurs nationaux dans le domaine des nanofilms.
Tous les deux ans, VINF organise également la conférence européenne sur les nanofilms (ECNF, European Conference on Nanofilm).
La première édition de l'événement a eu lieu à Liège en Belgique, en mars 2010.
La seconde édition aura lieu à Ancône, en Italie, en juin 2012.

### Les formations
VINF propose un « post-graduate master », cursus sur deux ans consistant en plusieurs modules centrés sur les nanofilms. Ces modules comprennent des cours théoriques et travaux pratiques et sont donnés chez les différents membres de l'institut.

### Les services techniques
Il peut être demandé à VINF de prodiguer des analyses, louer du matériel ou entreprendre des recherches.

### L'adhésion à des plateformes technologiques européennes
VINF est membre de NANOfutures, une ETIP (European Technology Integration and Innovation Platform) de nouvelle génération visant à intégrer la recherche européenne sur les nanotechnologies.

### Le développement du réseau
Par l'entremise d'un site, de newsletters et de réunion d'informations, VINF contribue à développer le réseau européen autour des nanofilms.

## Membres
VINF regroupe des institutions et des personnes qui deviennent membres moyennant le paiement d’une cotisation annuelle. Les membres fondateurs ont le statut de Membres Exécutifs, ce qui leur donne un droit de vote lors de l’assemblée générale. Ceux qui veulent rejoindre VINF ont le statut de Membre Associé mais n’ont pas le droit de vote. Cependant, dans certains cas, il est possible de passer de Membre Associé à Membre Exécutif. Ces exceptions sont décrites dans les Bylaws de l’Institut.

### Membres actuels
- ArcelorMittal[3]
- Université technique de Munich[4]
- Université de Cambridge[5]
- Centre de recherches en chimie de l'Académie hongroise des sciences[6]
- Institut d'études avancées de l'Université Johann Wolfgang Goethe de Francfort-sur-le-Main[7]
- Institut d'État de l'alliage et des aciers de Moscou[8]
- Université libre de Bruxelles[9]
- Université polytechnique des Marches[10]
- Solvay[11]
- Technion - Institut de technologie d'Israël[12]
- Tekniker[13]
- Institut de Science des matériaux de Séville[14]
- Université de Nottingham[15]
- Institut de Spectroscopie de l'Académie russe des sciences[16]
- Nanofab[17]
- Centre spatial de Liège[18]
- Centre de recherche Materia Nova de l'Université de Mons[19]
- Eurogroup Consulting Belgium[20]

## Structure
VINF est dirigée par une Assemblée Générale, composée de membres exécutifs, chacun ayant le droit de vote. L’assemblée Générale se réunit une fois par an, au début du printemps. Le management au quotidien est géré par le General Manager qui s’en réfère au Comité Exécutif. Ce comité, élu pour 4 ans en 2007, est composé d’un
- Président : Prof. Andrey Solov’yov, Frankfurt Institute for Advanced Studies (Allemagne)
- Vice-président : Ret. Prof. Stan Veprek, Université technique de Munich (Allemagne)
- Trésorier : Paul Jonlet, Eurogroup Consulting Belgium (Belgique)
- Secrétaire : Prof. Stefano Spigarelli, Université polytechnique des Marches (Italie)
- Responsable du Marketing et de la Communication : Dr. Marie Haidopoulo, ArcelorMittal (Belgique)